# José Luis Gutiérrez Cureño
José Luis Gutiérrez Cureño (Ciudad de México, 1 de junio de 1965) es un político mexicano que se desempeñó como presidente municipal de Ecatepec de Morelos durante el periodo 2006–2009. Fue miembro fundador de los partidos políticos PMT, PMS y Partido de la Revolución Democrática (PRD) y uno de los principales liderazgos de la izquierda en el Estado de México.

## Biografía
José Luis Gutiérrez Cureño nació el 21 de junio de 1965 en Azcapotzalco, Distrito Federal (hoy Ciudad de México). Durante su infancia vivió en diferentes colonias del Valle de México hasta 1984, cuandose mudó al municipio de Ecatepec de Morelos.[cita requerida]
Trabajador desde los 16 años, fue obrero especializado, conductor de transporte público, profesor de preparatoria en las materias de física y matemáticas y profesor de control de calidad de automatización y seguridad en educación técnica. Coordinó la producción de empresas mecánicas y armadoras. Es descendiente de obreros textiles, labor que también desarrolló. Ha vivido en al municipio de Ecatepec de Morelos desde hace más de 30 años, en donde ha realizado labores comunitarias, políticas, de gestión social, representación popular y gobierno municipal.

### Carrera política
A los 18 años de edad inició como simpatizante del Partido Mexicano de los Trabajadores (PMT) y en 1985 participó en la lucha por el registro de dicho instituto político, en la construcción de su dirigencia municipal en Nezahualcóyotl y de la estatal en el Estado de México, militando en él hasta la fusión del mismo con el PSUM en 1986, y se convirtió en fundador del PMS .
En 1988 se postuló como diputado federal representando al Partido Mexicano Socialista (PMS), y colaboró de 1986 a 1989 en el Comité Municipal del PMS en Ecatepec. Fue fundador del Partido de la Revolución Democrática, del cual fue consejero nacional desde 1997 hasta 2017.
En 1990 se desempeñó como coordinador de campaña del PRD en Ecatepec. En 1991 y 1992 participó como delegado electoral de dicho partido en diversas elecciones estatales. Para 1993 comenzó a participar en la dirigencia estatal del PRD, como representante ante el Registro Federal de Electores, y en 1994 fue postulado para diputado federal por Ecatepec-Tlalnepantla.
En 1995-1997 participó como representante electoral estatal del PRD, ante el Instituto Electoral del Estado de México y ante el Instituto Federal Electoral, así como secretario de Información y Comunicación del Comité Electoral de ese partido.[cita requerida]
Fue diputado federal por el PRD en la LVII Legislatura del Congreso de la Unión (1997-2000), electo en la Quinta Circunscripción Plurinominal, formando parte de la primera legislatura que el PRI perdió la mayoría en el Congreso Federal.[cita requerida]
De 2000 a 2005 se desempeñó como Secretario General del PRD en el Estado de México, y Secretario de Asuntos Municipales y Comunitarios.
En el 2006 logra, en elecciones internas, ganar la candidatura del PRD y la presidencia municipal de Ecatepec de Morelos, al frente de la Coalición Por el Bien de Todos que integraban los partidos PRD, Partido del Trabajo y Movimiento Ciudadano. Fue el primer presidente municipal que concluyó su mandato completo, sin aspirar a otro cargo de elección popular. Uno de sus primeros actos como presidente municipal fue bajarse el sueldo, como respuesta a un reclamo de la sociedad.
En el 2007 fue elegido presidente nacional de la Asociación de Autoridades Locales de México, A.C. (AALMAC), la cual agrupaba en ese entonces a 405 gobiernos municipales del país y cuyo objetivo era impulsar, como parte de la Reforma del Estado, una reforma constitucional para que se reconozca al municipio como un verdadero orden de gobierno y se acabe con la tutela o vocación centralista de los gobiernos estatales, así como de las legislaturas locales. También fue presidente de la Conferencia Nacional de Municipios de México, copresidente de la Comisión Mundial de Democracia  Participativa, Inclusión Social y Derechos Humanos de Ciudades y Gobiernos Locales Unidos.
Desde 2009 a la fecha ha participado en el Consejo Consultivo de la AALMAC: como Presidente del mismo y como coordinador de expresidentes municipales, realizando actividades de organización, capacitación, vinculación y representación municipalista en México y en el extranjero. También participa en este mismo periodo como integrante del Consejo Consultivo de la Conferencia Nacional de Municipios de México, integrada por la FENAMM, la ANAC y la AALMAC.[cita requerida]
En el 2015, fue delegado de México en la III Cumbre Mundial del Hábitat y la Vivienda, organizada por ONU Hábitat en Quito, Ecuador, así como delegado por la CONAMM-AALMAC, en la Primera Asamblea Mundial de Gobiernos Locales, dirigida por la Organización de las Naciones Unidas y Ciudades y Gobiernos Locales Unidos, en Bogotá, Colombia. [cita requerida]
El 4 de junio de 2016, junto con otros líderes del PRD, anunció la conformación de un frente que impulsará la concordia y la unidad de las izquierdas para las elecciones de 2018, cuyo objetivo fue lograr una gran convergencia de fuerzas, "como las que impulsaron las candidaturas de Cuauhtémoc Cárdenas Solórzano en 1988 y del mismo Andrés Manuel López Obrador en 2006, a fin de que en 2018 se apoye la candidatura a la Presidencia de la República al dirigente de izquierda que en ese momento sea el mejor posicionado".
En el 2017, después de renunciar a su condición de consejero nacional del PRD y a su afiliación a dicho partido, se afilió a Morena a través del Comité dd Protagonistas del Cambio Verdadero de la sección 1330, del distrito federal 11, en Ecatepec, Estado de México.[cita requerida]

### Firmante del Acuerdo de Unidad
Desde el 5 de febrero de 2017, junto con otros políticos y actores de la sociedad civil, firmó el Acuerdo de Unidad por la Prosperidad del Pueblo y el Renacimiento de México al que convocó Andrés Manuel López Obrador.
El 11 de febrero de 2017 renunció a su militancia en el Partido de la Revolución Democrática. Ese mismo año anunció sus intenciones de postularse de nuevo como candidato a presidente municipal de Ecatepec de Morelos por la Coalición Juntos Haremos Historia, integrada por Morena, el Partido del Trabajo y el Partido Encuentro Social.
En el 2019, impulsa la coordinación de ciudadanos afines con la cuarta transformación en la red municipal y estatal denominada Regeneración Social Mx, la cual forma parte del Movimiento Ecatepec Unido, del cual es presidente desde 2020, y que pretende obtener la evolución de la condición jurídica, la democratización de su política, y la prosperidad y regeneración social de la vida pública de este municipio, para convertirlo en entidad estatal con más y mejores facultades y recursos, evitando así la división con que es amenazado por la iniciativa de diputados y senadores que pretende dividir al territorio y población del municipio.[cita requerida]
También se desempeña como presidente del Consejo Consultivo de la Asociación de Autoridades Locales de México, Asociación Civil (AALMAC) y director del programa de radio República Municipalista.[cita requerida]